# Paja
Paja is een bestuurslaag in het regentschap Lebak van de provincie Banten, Indonesië. Paja telt 1513 inwoners (volkstelling 2010).